# Liste von auf dem Friedhof Liesing bestatteten Persönlichkeiten
Koordinaten: 48° 7′ 53″ N, 16° 17′ 38″ O
Die Liste von auf dem Friedhof Liesing bestatteten Persönlichkeiten enthält Angaben zu bekannten Persönlichkeiten, deren Grabstellen sich auf dem Friedhof Liesing befinden oder befanden.

## Gräber
| Name                     | Geb. | Gest. | Angaben zur Person                              | Standort            | Status                               | Foto |
| ------------------------ | ---- | ----- | ----------------------------------------------- | ------------------- | ------------------------------------ | ---- |
| Rudolf Bukal             | 1863 | 1914  | Chemiker und Wohltäter                          | Gr. 8, Nr. G11      | Ehrenhalber in Obhut genommenes Grab |      |
| Karl Cizek               | 1854 | 1922  | Schriftsteller                                  | Gr. 74, Nr. 4       | Ehrenhalber in Obhut genommenes Grab |      |
| Karl Fian                | 1960 | 2006  | Jazz- und Rocktrompeter                         | Gr. 93, R. 8 Nr. 11 |                                      |      |
| Familie Kurzbeck-Felsern |      |       | Buchhändler, Drucker                            | Gr. 3, Nr. G6       | Ehrenhalber in Obhut genommenes Grab |      |
| Richard Lehmann          |      | 1934  | Opfer des Bürgerkriegs 1934                     | Gr. 66A, Nr. 38     | Ehrenhalber in Obhut genommenes Grab |      |
| August Neilreich         | 1803 | 1871  | Botaniker, Jurist                               | Gr. 1, Nr. G2       | Ehrenhalber in Obhut genommenes Grab |      |
| Ferdinand Pellmann       | 1828 | 1906  | Bürgermeister von Liesing (1860–1867)           | Gr. 2, Nr. G1       | Ehrenhalber in Obhut genommenes Grab |      |
| Anton Singer             | 1790 | 1861  | Wohltäter, Gemeindearzt                         | Gr. 2, Nr. G2       | Ehrenhalber in Obhut genommenes Grab |      |
| Rudolf Waisenhorn        | 1871 | 1921  | Krankenkassenbeamter, Bürgermeister von Liesing | Gr. 6, Nr. G2       | Ehrenhalber in Obhut genommenes Grab |      |

## Legende
Die Tabelle enthält im Einzelnen folgende Informationen:
| Name:               | Name der bestatteten Persönlichkeit. |
| Geb.:               | Geburtsjahr der bestatteten Persönlichkeit. |
| Gest.:              | Sterbejahr der bestatteten Persönlichkeit. |
| Angaben zur Person: | Stichwortartige Kurzbeschreibung zum Beruf und/oder den herausragenden Leistungen der bestatteten Persönlichkeit. |
| Standort:           | Es ist die Lage der Grabstelle angegeben. Verwendete Abkürzungen sind Gr. für Gruppe, R. für Reihe und Nr. für Nummer. |
| Status:             | Es werden bei den Angaben zum Status drei verschiedene Arten unterschieden: 1. Gewidmete Gräber: Ehrenhalber in Obhut genommenes Grab oder Ehrenhalber gewidmetes Grab. 2. Grab aufgelassen: für nicht mehr bestehende Grabstellen. 3. Bei den übrigen Grabstellen ist als <!--unsichtbarer Kommentar--> eine Angabe zur Dauer des Grabnutzungsrechtes eingebunden. |
| Foto:               | Fotografie der Grabstelle (nicht der Persönlichkeit). Klicken des Fotos erzeugt eine vergrößerte Ansicht. |

Die Tabelle ist alphabetisch nach dem Nachnamen der Persönlichkeit sortiert.